# Herpétophobie

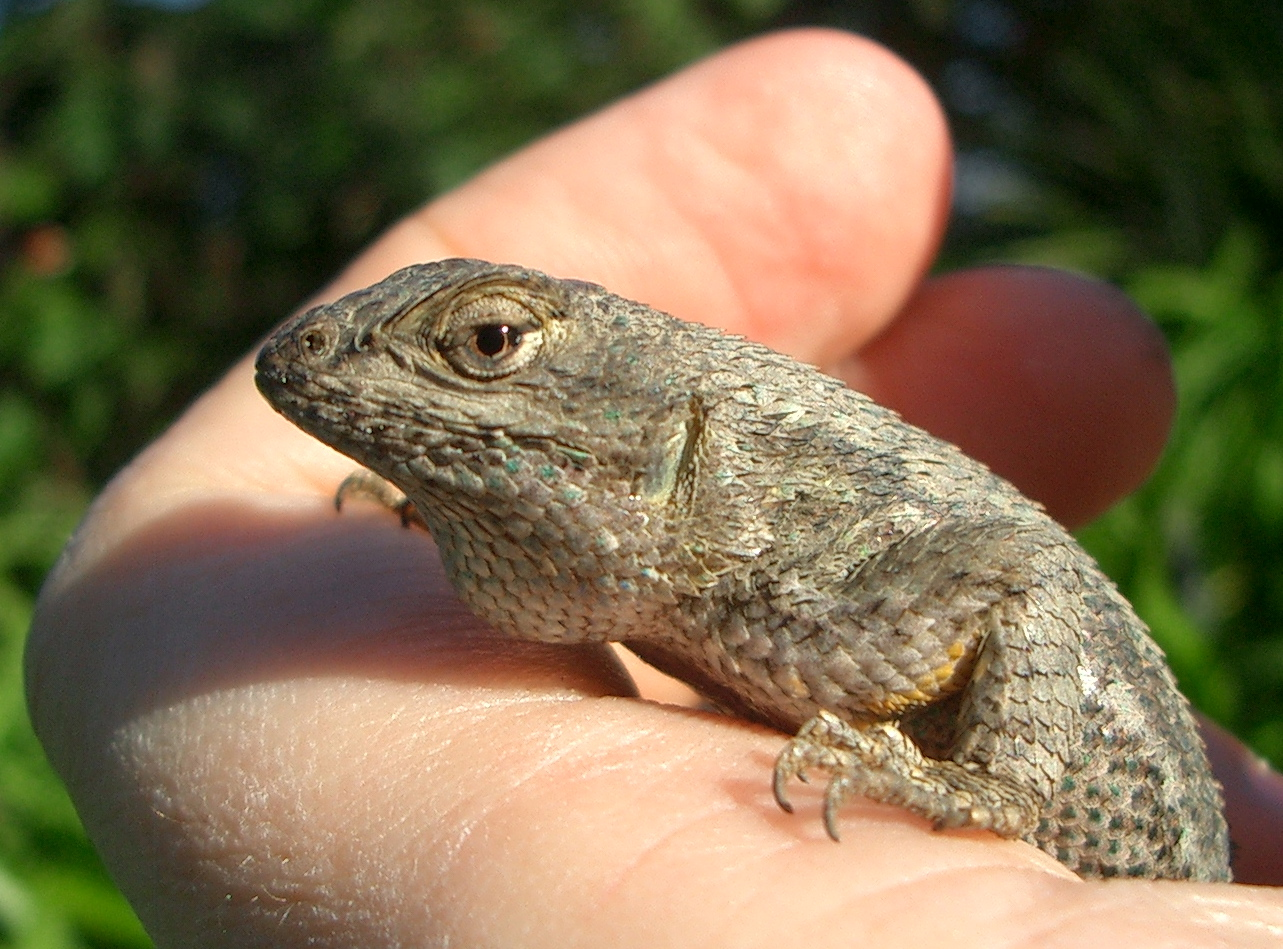
Un lézard du genre Sceloporus dans la main d'un homme.

L'herpétophobie (ou erpétophobie) est la phobie spécifique qui consiste en la peur des reptiles comme les lézards ou les serpents, ainsi que des amphibiens. C'est l'une des phobies envers les animaux des plus répandues, comme l'arachnophobie. Plus spécifiquement on distingue l'ophiophobie, peur des serpents, ou la batrachophobie (en) , la peur des amphibiens.